# Beverwykella pulmonaria
Beverwykella pulmonaria är en svampart som först beskrevs av Beverw., och fick sitt nu gällande namn av Tubaki 1975. Beverwykella pulmonaria ingår i släktet Beverwykella, divisionen sporsäcksvampar och riket svampar.   Inga underarter finns listade i Catalogue of Life.